# دو (کندو)

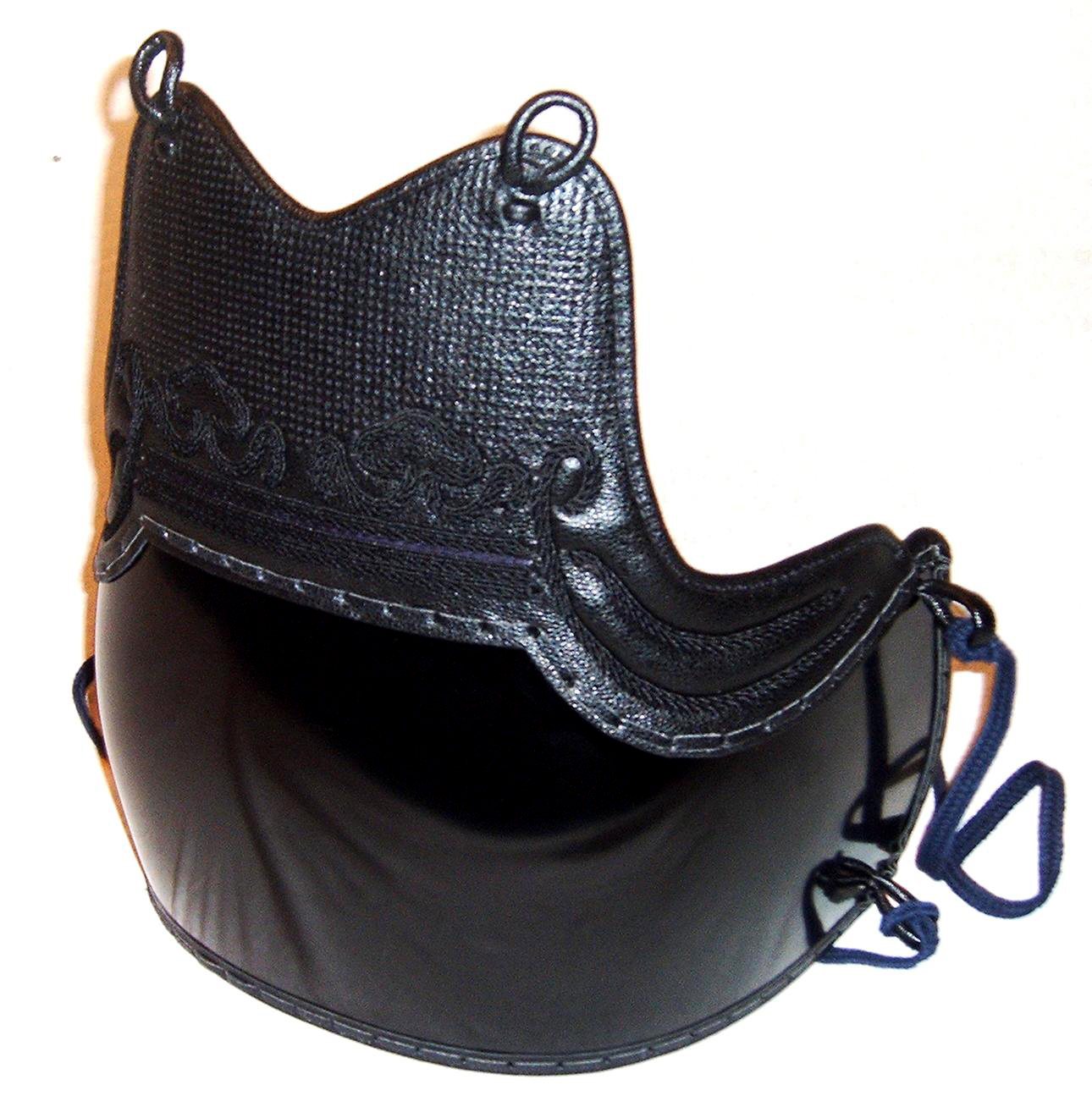

دو (به ژاپنی: 胴) نام محافظ میانی تنه ورزشکاران رشته‌های رزمی کندو بوده و قسمتی از بوگو می‌باشد.
این نام همچنین نام یکی از پنج نوع ضربه ایست که در کندو با شینای بکار می‌رود.